# 孫翰岳
孫 翰岳（そん ふみたか、Sun Hanyue, 2004年10月26日 -）は、日本の学生。

## 経歴
筑波大学附属駒場中学校・高等学校卒業。
2021年3月、日本地学オリンピック (JESO) 本選において金賞・つくば市長賞（総合成績第2位）を受賞し、その後代表選抜にて第14回国際地学オリンピック (IESO)・オンライン大会の日本代表選手に選ばれる。8月に開催された第14回国際地学オリンピック・オンライン大会にて、金メダル相当であるExcellentを受賞。
2022年3月、オンラインで行われた第11回科学の甲子園全国大会に東京都代表・筑波大附属駒場高校チームのキャプテンとして出場し、総合成績第1位を受賞。その際に、主に得意の地学分野を担当。
2022年8月、物理チャレンジ (JPhO) 2022全国大会（第2チャレンジ）にて金賞を受賞。
2022年の日本天文学オリンピック(JAO)にて最優秀賞を受賞し、国際天文学オリンピック (IAO) の日本初参加回の代表選手にも選ばれる。
その後、国際天文学オリンピックにて、銅メダル (III Diploma) を受賞。
2023年の日本天文学オリンピック (JAO) にて優秀賞を受賞。

## 人物
同じ筑波大学附属駒場中学校・高等学校に在籍していた片山大誠を尊敬している。
座右の銘は「No Step Back」